# Ruth Lara
Ruth Manuela Pflüger Rosenberg Lara (Lisboa, 17 de setembro de 1936 — Luanda, 25 de outubro de 2000) foi uma educadora, matemática, documentalista e tradutora teuto-angolana.
Foi elaboradora dos primeiros manuais de alfabetização eminentemente angolanos, além de ter sido responsável, juntamente com o marido, pela documentação histórica do processo de descolonização angolano.

## Biografia
Filha de Lotte e Hermann Pflüger, Ruth nasceu em Lisboa, em 17 de setembro de 1936. Seus pais eram professores alemães perseguidos pela Alemanha Nazi que haviam refugiado-se em Lisboa. Lotte por ser judia e Hermann por ser militante comunista. Os pais de Ruth, mesmo em Portugal, continuaram militando politicamente na esquerda, fato que influenciou os filhos.
Já estudante secundarista no Liceu Francês em Lisboa, Ruth filiou-se (1950) ao Movimento de Unidade Democrática - Juvenil (MUD-J) e começou a militar contra o regime do Estado Novo português. Dado que o Côro de Lopes Graça estava ligado ao MUD-J, integrou este até 1953. Foi também no MUD-J que conheceu o ainda estudante angolano Lúcio Lara, já uma importante liderança jovem do movimento anticolonial.
Por volta de 1953 inicia o relacionamento com Lúcio, casando-se com o mesmo em julho de 1955. O primeiro filho do casal, Paulo Lara, nasce em Lisboa, em 1956. Nesta altura, inicia seus estudos em matemática. O casal Lara acaba sendo padrinho no matrimônio de Agostinho Neto e Maria Eugénia Neto, em 1958.
O casal descobre que a Polícia Internacional e de Defesa do Estado (PIDE) já os monitorava. Decidem, então, deixar Lisboa em março de 1959 em direção à Alemanha Ocidental e depois para a Alemanha Oriental, recebendo asilo e suporte da família Pflüger Rosenberg. Nesse ponto, Lúcio consegue despistar os algozes seguindo para Roma, Tunes, Rabate e Casablanca, enquanto Ruth permance na Alemanha. O casal Lotte e Hermann Pflüger Rosenberg provê financiamento para Ruth e Lúcio durante todo esse período.
Quando Lúcio conseguiu estabelecer-se em Casablanca, Ruth viajou, via França, até os Marrocos para encontrar com o marido, com a família segundo para Conacri, onde Lúcio assumiria a condução do primeiro escritório internacional do Movimento Popular de Libertação de Angola (MPLA) em solo africano. Naquela cidade trabalhou como professora de francês. Organizou também os primeiros documentos norteadores das lutas anticoloniais das então colónias portuguesas, trabalhando com Hugo de Menezes, Salette de Menezes, Mário de Andrade, Amílcar Cabral, Viriato da Cruz, Eugénia Cruz, Eduardo dos Santos, Judith Mariazinha, Américo Boavida, Conceição Boavida, Gentil Viana e Marcelino dos Santos. Inclusive, a segunda filha do casal, Wanda Lara, nasce em 1963 na estada em Conacri.
Naquele mesmo ano partiu para Quinxassa para estabelecer-se com o marido, que ali já trabalhava na sede do partido. Mudam-se para Brazavile, com todo o MPLA, a fim de estabelecer a nova sede partidária. É nesta cidade que nasce Bruno Lara, o terceiro e último filho biológico do casal. Ruth passa a trabalhar como professora de matemática no Liceu Mafua-Virgile de Brazavile. Até 1960 os Lara adotam três crianças brazavile-congolesas: José da Silva Lara, Júnior Cadete Lara e Jean-Michel Mabeko-Tali Lara. Posteriormente adotam também as crianças angolanas José Katuya Lara (apelidado de Vantagem Lara), Catarina Lara (Valia Lara) e Paulo Samba Lara.
A importância de Ruth cresceu no seio do MPLA a partir de 1964/1965, onde passa ser uma das tradutoras do partido, bem como importantíssima educadora quando, com Guida Chipenda, elabora o primeiro manual de alfabetização eminentemente angolano.
Em finais de 1974 o partido a destaca para acessorar Lúcio nas tratativas diplomáticas da independência de Angola, fazendo parte da histórica primeira delegação do MPLA oficialmente recebida em Luanda. Serve nessas atividades diplomáticas até 1975, na independência de Angola. No dia da independência angolana, com Henrique Onambwé, Joaquina Muteka e Cici Cabral confeciona a Bandeira de Angola.
A partir do pós-independência, Agostinho Neto a designa para diversas atividades ligadas à política educacional do Estado angolano, atribuíndo-lhe também, em 1979, a chefia do Departamento de Formação de Quadros do MPLA, responsável pelo crucial envio de estudantes para estudar em outros países. Acaba vendo, neste mesmo ano, seu marido dirigir o país em função da morte do amigo da família e presidente angolano Agostinho Neto.
É no Departamento de Formação de Quadros do MPLA que entra em rota de colisão, em 1982, com o novo presidente do país, José Eduardo dos Santos, ao autorizar a elaboração e apresentação de uma peça satírica ao mandatário e sua cúpula, o famoso "caso da Peça e do Quadro". É destituída de suas funções partidárias, muito embora tenha sido reintegrada ao MPLA posteriormente.
Passou a trabalhar como tradutora e documentalista do processo histórico de descolonização angolano e na organização do Acervo Ruth e Lúcio Lara, que viria a se tornar a Associação Tchiweka de Documentação (ATD) em 2006. Dedica-se a estas atividades até sua morte.

## Morte
Ruth Lara morreu vítima de cancro no dia 25 de outubro de 2000 na capital angolana.